# Arthur Cabral
Arthur Mendonça Cabral (Campina Grande, 25 april 1998) is een Braziliaans voetballer die doorgaans speelt als spits. In juni 2025 verruilde hij Benfica voor Botafogo.

## Clubcarrière
Cabral kwam in 2014 terecht in de jeugdopleiding van Ceará. Hier maakte hij op 16 juli 2015 zijn professionele debuut, toen in eigen huis met 0–0 gelijkgespeeld werd tegen Tupi tijdens een wedstrijd voor de Copa do Brasil. Cabral begon op de bank en mocht veertien minuten na de start van de tweede helft als invaller het veld betreden. Zeven dagen later werd opnieuw tegen Tupi gespeeld in het bekertoernooi. Tijdens deze wedstrijd viel Cabral in de blessuretijd van de tweede helft in bij een gelijke stand van 1–1. Tijdens het restant van de blessuretijd schoot de aanvaller zijn club naar een overwinning: 1–2.
In oktober 2015 nam Palmeiras hem op huurbasis over voor het restant van het kalenderjaar. Na zijn terugkeer speelde hij een jaar bij het tweede elftal, alvorens in 2017 definitief te worden opgenomen in het eerste elftal. Eind 2018 nam Palmeiras de spits opnieuw over, maar nu op vaste basis. Na vijf officiële wedstrijden voor deze club huurde FC Basel hem voor het seizoen 2019/20. Zijn eerste seizoen in Zwitserland leverde veertien doelpunten op in de competitie, waarop Basel besloot Cabral definitief aan te trekken. Met de overgang was een bedrag van circa vierenhalf miljoen euro gemoeid en de Braziliaan zette zijn handtekening onder een verbintenis voor de duur van drie seizoenen. In vaste dienst van Basel scoorde hij achttien keer in de jaargang 2020/21. Het halve seizoen daarna leverde veertien treffers op in achttien optredens.
Hierop werd Cabral voor een bedrag van circa veertien miljoen euro overgenomen door Fiorentina, dat hem vastlegde voor vierenhalf jaar. In Italië maakte hij in zijn eerste halve seizoen twee doelpunten en in het jaar erna acht. Voorafgaand aan het seizoen 2023/24 kocht Benfica hem voor circa twintig miljoen en hij tekende voor vijf seizoenen in Portugal. Tijdens zijn eerste seizoen in Portugal maakte Cabral zes doelpunten, het jaar erop twee. Daarop keerde hij in juni 2025 voor circa twaalf miljoen euro terug naar Brazilië, waar Botafogo hem voor drieënhalf jaar contracteerde.

## Clubstatistieken
| Seizoen | Club        | Competitie    | Competitie | Competitie | Beker | Beker | Internationaal | Internationaal | Totaal | Totaal |
| Seizoen | Club        | Competitie    | Wed.       | Dlp.       | Wed.  | Dlp.  | Wed.           | Dlp.           | Wed.   | Dlp.   |
| ------- | ----------- | ------------- | ---------- | ---------- | ----- | ----- | -------------- | -------------- | ------ | ------ |
| 2015    | Ceará       | Série B       | 1          | 0          | 2     | 1     | —              | —              | 3      | 1      |
| 2015    | → Palmeiras | Série A       | 0          | 0          | 0     | 0     | 0              | 0              | 0      | 0      |
| 2016    | Ceará       | Série B       | 0          | 0          | 0     | 0     | —              | —              | 0      | 0      |
| 2017    | Ceará       | Série B       | 18         | 4          | 1     | 0     | —              | —              | 19     | 4      |
| 2018    | Ceará       | Série A       | 51         | 23         | 4     | 1     | —              | —              | 55     | 24     |
| 2019    | Palmeiras   | Série A       | 3          | 1          | 1     | 0     | 1              | 0              | 5      | 1      |
| 2019/20 | → FC Basel  | Super League  | 26         | 14         | 2     | 2     | 11             | 2              | 39     | 18     |
| 2020/21 | FC Basel    | Super League  | 33         | 18         | 0     | 0     | 3              | 2              | 36     | 20     |
| 2021/22 | FC Basel    | Super League  | 18         | 14         | 1     | 0     | 12             | 13             | 31     | 27     |
| 2021/22 | Fiorentina  | Serie A       | 14         | 2          | 2     | 0     | —              | —              | 16     | 2      |
| 2022/23 | Fiorentina  | Serie A       | 28         | 8          | 4     | 1     | 15             | 8              | 47     | 17     |
| 2023/24 | Benfica     | Primeira Liga | 28         | 6          | 7     | 4     | 8              | 1              | 43     | 11     |
| 2024/25 | Benfica     | Primeira Liga | 21         | 2          | 7     | 4     | 6              | 1              | 34     | 7      |
| 2025    | Botafogo    | Série A       | 0          | 0          | 0     | 0     | 0              | 0              | 0      | 0      |
| Totaal  | Totaal      | Totaal        | 241        | 92         | 31    | 13    | 56             | 27             | 328    | 132    |

Bijgewerkt op 11 juni 2025.

## Erelijst
| Competitie                                |        |                        |       |       |
| Competitie                                | Aantal | Jaren                  |       |       |
| Ceará                                     | Ceará  | Ceará                  | Ceará | Ceará |
| ----------------------------------------- | ------ | ---------------------- | ----- | ----- |
| Campeonato Cearense                       | 2      | 2017, 2018             |       |       |
| Benfica                                   |        |                        |       |       |
| Taça da Liga                              | 1      | 2024/25                |       |       |
| Individueel                               |        |                        |       |       |
| UEFA Europa Conference League – topscorer | 1      | 2022/23 (7 doelpunten) |       |       |